# Lomtjärnen (Jokkmokks socken, Lappland, 736595-169300)
Lomtjärnen är en sjö i Jokkmokks kommun i Lappland och ingår i Luleälvens huvudavrinningsområde.